# Homalostethus inexactus
Homalostethus inexactus är en insektsart som först beskrevs av Walker 1870.  Homalostethus inexactus ingår i släktet Homalostethus och familjen spottstritar. Inga underarter finns listade i Catalogue of Life.